# Monique Ruhler
Monique Ruhler ist eine ehemalige Schweizer Basketballspielerin.

## Karriere
Ruhler nahm mit der Schweizer Basketballnationalmannschaft der Damen an der erstmals ausgetragenen Weltmeisterschaft 1953 in Santiago de Chile teil. In den fünf Spielen gegen die Mannschaften aus Chile (28:37), Kuba (28:32), Mexiko (25:40), Peru (26:34) und erneut Kuba (17:5) erzielte die Schweizerin insgesamt fünf Punkte.